# Victoire Tomegah Dogbé
Victoire Sidémého Dzidudu Dogbé Tomegah Klassou (Badougbe, 23 dicembre 1959) è una politica togolese.
È stata Primo ministro del Togo dal 2020 al 2025, prima donna a ricoprire tale carica. È stata anche ministro dal 2008 e capo del gabinetto del presidente Gnassimbè dal 2009.

## Biografia
È nata a Badougbe, e ha studiato nella capitale Lomè, presso quella che era nota allora come Università del Benin (oggi Università di Lomé), per poi specializzarsi in diverse università internazionali grazie al Programma delle Nazioni Unite per lo sviluppo, per il quale lavorerà successivamente dalla fine degli anni 90 al 2008.
Nel 2008 viene chiamata dal nuovo primo ministro Gilbert Fossoun Houngbo (con cui aveva già collaborato in precedenza all'UNDP) come ministro per lo sviluppo.
Nel 2020, a seguito delle dimissioni del governo Klassou, viene incaricata di formare il nuovo governo, che, con 11 donne su 33, è il governo a più elevata rappresentativa femminile nella storia del paese.
A settembre 2023 viene incaricata di formare un nuvo governo, che dura fino ad acosto 2024, quando, con il cambiamento della costituzione togolese, forma un governo di transizione fino a maggio 2025, in cui rassegna le dimissioni e viene sostituita dall'ex presidente Faure Gnassingbé.

### Vita privata
Malgrado una forte presenza sui social, Victoire Dogbé è piuttosto riservata sulla sua vita privata. È sposata e ha quattro figlie.